# William P. Hobby repülőtér
A William P. Hobby repülőtér (IATA: HOU, ICAO: KHOU) az Amerikai Egyesült Államok egyik repülőtere, amely Texasban, Houston közelében található. Éves utasforgalma 13 908 466 fő (2023). A repülőtér az USA 35., Észak-Amerika 42. legforgalmasabb repülőtere volt 2022-ben. Ez Houston második repülőtere a George Bush interkontinentális repülőtér mellett.

## Légitársaságok és úticélok
2024-ben a William P. Hobby repülőtérről az alábbi járatok indulnak:

### Személy
| Légitársaság         | Célállomások | Refs   |
| -------------------- | --- | ------ |
| Allegiant Air        | Asheville, Phoenix/Mesa, Provo Szezonális: Des Moines, Knoxville | [ 1 ]  |
| American Eagle       | Dallas/Fort Worth | [ 2 ]  |
| Avelo Airlines       | Hartford (kezdődik 2024. november 7-től), New Haven | [ 5 ]  |
| Delta Air Lines      | Atlanta | [ 6 ]  |
| Frontier Airlines    | Denver, Orlando | [ 7 ]  |
| JSX                  | Dallas–Love Szezonális: Destin–Executive | [ 8 ]  |
| Southwest Airlines   | Albuquerque, Amarillo, Atlanta, Austin, Baltimore, Belize City, Birmingham (AL), Burbank, Cancún, Charlotte, Chicago–Midway, Columbus–Glenn, Corpus Christi, Dallas–Love, Denver, Destin/Fort Walton Beach, El Paso, Fort Lauderdale, Greenville/Spartanburg, Harlingen, Indianapolis, Jackson (MS), Jacksonville (FL), Kansas City, Las Vegas, Liberia (CR), Long Beach, Los Angeles, Louisville, Lubbock, Memphis, Miami, Midland/Odessa, Montego Bay, Nashville, New Orleans, New York–LaGuardia, Oakland, Oklahoma City, Omaha, Ontario, Orlando, Panama City (FL), Pensacola, Phoenix–Sky Harbor, Pittsburgh, Puerto Vallarta, Raleigh/Durham, Sacramento, Salt Lake City, San Antonio, San Diego, San Jose (CA), San José (CR), San José del Cabo, San Juan, Savannah, St. Louis, Tampa, Tucson, Tulsa, Washington–National Szezonális: Charleston (SC), Colorado Springs, Fort Myers, Little Rock, Philadelphia, Punta Cana, Sarasota | [ 11 ] |
| Sun Country Airlines | Szezonális: Minneapolis/St. Paul | [ 12 ] |

### Cargo
| Légitársaság   | Célállomások          |
| -------------- | --------------------- |
| AirNet Express | Columbus–Rickenbacker |

## Futópályák
A repülőtér futópályái:
- 04/22 (7602 ft, 150 ft, beton)
- 13L/31R (5148 ft, 100 ft, beton)
- 13R/31L (7599 ft, 150 ft, aszfalt)
- 17/35 (6000 ft, 150 ft, beton)

## Forgalom
Az utasforgalom az elmúlt években az alábbi módon változott:
| Utasok száma | 8 750 339 | 8 637 150 | 8 290 559 | 8 549 289 | 8 498 441 | 10 437 647 | 12 163 344 | 13 435 672 | 6 476 309 | 13 908 466 |
|              | 1998      | 2001      | 2004      | 2006      | 2009      | 2012       | 2015       | 2017       | 2020      | 2023       |